# São Tomé och Príncipe i olympiska sommarspelen 2000
São Tomé och Príncipe deltog i de olympiska sommarspelen 2000 med en trupp bestående av två deltagare, en man och en kvinna, men ingen av landets deltagare erövrade någon medalj.

## Friidrott
Herrarnas 110 meter häck
- Arlindo Pinheiro
  1. Omgång 1 - 15.65 (gick inte vidare)

Damernas 100 meter häck
- Naide Gomes
  1. Omgång 1 - 14.43 (gick inte vidare)